# Strange Brew
Strange Brew (с англ. — «Странное варево») — песня британской группы Cream. Вокальная партия принадлежит Эрику Клэптону. Впервые издана 10 июня 1967 года в формате сингла (вместе с композицией «Tales of Brave Ulysses» на обратной стороне) и достигла #43 в UK Singles Chart, а через 5 дней поднялась до #17. Затем обе песни были включены в альбом Disraeli Gears, изданный в ноябре 1967 года, причем «Strange Brew» открывает первую сторону альбома, а «Tales of Brave Ulysses» — вторую.
Композиция «Strange Brew» включалась во многие сборники группы, такие как Best of Cream, Heavy Cream, Strange Brew: The Very Best of Cream, The Very Best of Cream, Those Were the Days.

## История создания
Первые сессии звукозаписи альбома Disraeli Gears состоялись на студии Atlantic Studios в Нью-Йорке 3 и 4 апреля 1967 года. Первым днем сессии руководил основатель лейбла Atlantic Records Ахмет Эртегюн. Он настаивал на том, чтобы Cream записали кавер-версию какой-нибудь блюзовой песни, и они записали «Lawdy Mama», используя при этом рифф из другой блюзовой композиции.
После нескольких дублей молодой продюсер Феликс Паппаларди заявил, что, по его мнению, этому треку чего-то не хватает. На следующее утро Феликс вернулся с новым набором текстов, которые он сочинил за ночь со своей женой Gail Collins Pappalardi, и предложил использовать их для той же мелодии. Кроме того, Паппаларди убедил всех, что в этой песней ведущий вокал должен принадлежать Клэптону, а не Брюсу. Так появилась композиция «Strange Brew», вскоре ставшая хитом.

## Участники записи
- Эрик Клэптон — вокал, соло- и ритм-гитары
- Джек Брюс — бас-гитара, бэк-вокал
- Джинджер Бейкер — ударные